# Anna Leškovceva
Anna Vladimirovna Leškovceva (in russo Анна Владимировна Лешковцева?; 27 aprile 1987) è un'ex cestista russa.

## Carriera
Con la Russia ha disputato i Campionati europei del 2019.

## Palmarès
- Mondiali 3x3:  1

Francia 2017